# Substitution tritonique
 (février 2018).
Si vous disposez d'ouvrages ou d'articles de référence ou si vous connaissez des sites web de qualité traitant du thème abordé ici, merci de compléter l'article en donnant les références utiles à sa vérifiabilité et en les liant à la section « Notes et références ».
La substitution tritonique est une technique de réharmonisation par substitution d'accord utilisée en harmonie tonale et en particulier dans les compositions et les arrangements jazz. La substitution tritonique remplace la dominante diatonique par la dominante chromatique. Celle-ci se trouve un demi-ton diatonique au-dessus de la tonique : ainsi, par exemple, un Sol 7 est remplacé par D7. Cette nouvelle dominante substitutive est désignée, par emprunt à l'anglais sub 5. Lors d'une substitution tritonique la dominante chromatique peut, mais ce n'est pas obligatoire, être précédée de son deuxième degré relatif. 
La substitution tritonique est apparue à l'ère classique (il s'agit de la sixte augmentée allemande, qui est enharmoniquement la substitution tritonique d'un accord de V7/V). C'est surtout au XXe siècle et dans le jazz qu'elle a été particulièrement utilisée. Son usage s'est généralisé à tous les degrés de la gamme, où les dominantes relatives sont substituées par la dominante chromatique du degré visé dans la progression d'accords. 

## Concept général
Il s'agit là de remplacer un accord par un autre, tout en conservant la fonction de l'accord substitué, dans le cadre d'une suite harmonique et d'une tonalité. Le but est en particulier de jouer sur les « couleurs » d'une suite harmonique sans changer ni sa structure tonale globale ni ses rapports de tensions/détentes. Les principes de substitutions (diatoniques ou non) sont intimement liés à ceux des enrichissements.
Substitutions et enrichissements sont deux systèmes qui permettent de décrire et d'utiliser la même chose mais le point de vue change, ce qui peut amener à ouvrir des arborescences différentes.

## Présentation spécifique
Il convient tout d'abord de préciser que dans ce qui suit, une gamme s'étend de la tonique jusqu'à l'octave supérieure ou inférieure, et comporte huit degrés (ou notes), en une succession d'intervalles d'un ton et d'un demi-ton, soit 6 tons au total, par exemple de la manière suivante pour une gamme de Do Majeur :
```
       degrés :     
Do     Ré     Mi     Fa     Sol     La     Si     Do

tons (écarts) :         
1      1     1/2     1       1      1     1/2

       lettre : 
    C      D      E      F      G       A      B       C
```

Note : on parlera de cette gamme majeure comme étant structurée en « 1 · 1 · 1/2 · 1 · 1 · 1 · 1/2 », trait commun à toutes les gammes construites avec les mêmes écarts entre leurs degrés.
Venons à présent à la substitution tritonique ; comme son nom l'indique, elle consiste à substituer un accord, typiquement celui du cinquième degré, par un accord de même structure décalé de 3 tons. 
Les gammes étant construites sur un total de 6 tons, il n'existe donc qu'une seule substitution tritonique par accord considéré (c'est-à-dire que l'on peut compter les 3 tons en montant ou en descendant la gamme).
Dans la gamme de Do Majeur, on substituera dans la majorité des cas l'accord de cinquième, c'est-à-dire Sol 7, noté souvent G7, et dont l'arpège est Sol·Si·Ré·Fa (ou G·B·D·F). Sa substitution tritonique est D7 (ou Ré bémol 7), arpégé Ré-Fa-La-Do(Si par enharmonie) (ou D-F-A-C(B)). On remarque que par construction la substitution préserve deux notes : le Fa et le Si (noté Do bémol) qui sont les tierces et septièmes de ces deux accords, puisque celles-ci sont distantes de 3 tons.
Cet accord de D7 n'est pas dans la gamme de Do majeur, et on pourrait donc penser qu'il est nécessaire de changer de gamme pour utiliser cet accord dans un morceau, d'autant plus que les deux notes modulantes sont la tonique et la quinte, les piliers classiques d'un accord.
Mais il n'en est rien en jazz, puisque cette musique considère la tierce et la septième comme étant les notes les plus importantes d'un accord, car le jazz se focalise sur l'harmonie[réf. nécessaire]. Une substitution tritonique a donc pour effet de remplacer un accord par un autre qui possède les mêmes tierces et septièmes, constituant la définition harmonique, mais inversées : 
Si est la tierce de Sol7 et, par enharmonie, la septième de Ré7, inversement pour Fa.
Or cette tierce et cette septième sont distantes d'un triton dans les deux accords.
D'où la possibilité de substituer n'importe quel accord de septième de dominante avec le même type d'accord distant d'un triton. Il existe donc 6 accords et 6 substitutions possibles :
C7←→F7   -   D7←→G7   -   D7←→A7   -    E7←→A7   -   E7←→B7   -   F7←→B7
C'est cet intérêt pour l'harmonie qui permet de substituer G7 avec D7, car Ré et La apportent de la « couleur » au morceau ; lorsque l'on improvisera, on prendra soin d'intégrer les notes modulantes Ré et/ou La au chorus, de manière à souligner le passage sur cet accord.
D'autre part, les substitutions tritoniques sont très utilisées dans les structures (ou cadences) en II·V·I, ce qui revient à un II·II·I ; cela produit un effet de descente progressive du II vers le I, là ou le II·V·I classique passe par le V pour relancer la tension harmonique qui se résout avec le I.

## Relation entre dominante diatonique et chromatique
Les accords de dominantes se distinguent des autres accords diatoniques par l'intervalle de triton (trois tons) qui sépare la tierce majeure de la septième mineure. 
Les gammes s'étendant sur un total de 6 tons, la tierce et la septième mineure qui forment l'intervalle de triton dans un accord de dominante sont également la septième mineure et la tierce d'un autre accord de dominante distant de trois tons. 
Par exemple, dans la tonalité de do, la dominante diatonique sol 7, chiffrée G7, est substituée par la dominante chromatique ré bémol 7, chiffrée D7. Le triton tonal formé par la tierce et la septième de l'accord de dominante diatonique, à savoir si et fa, est identique, à une inversion près, et par enharmonie au triton formé par la tierce et la septième de la dominante chromatique, à savoir fa et do bémol.  

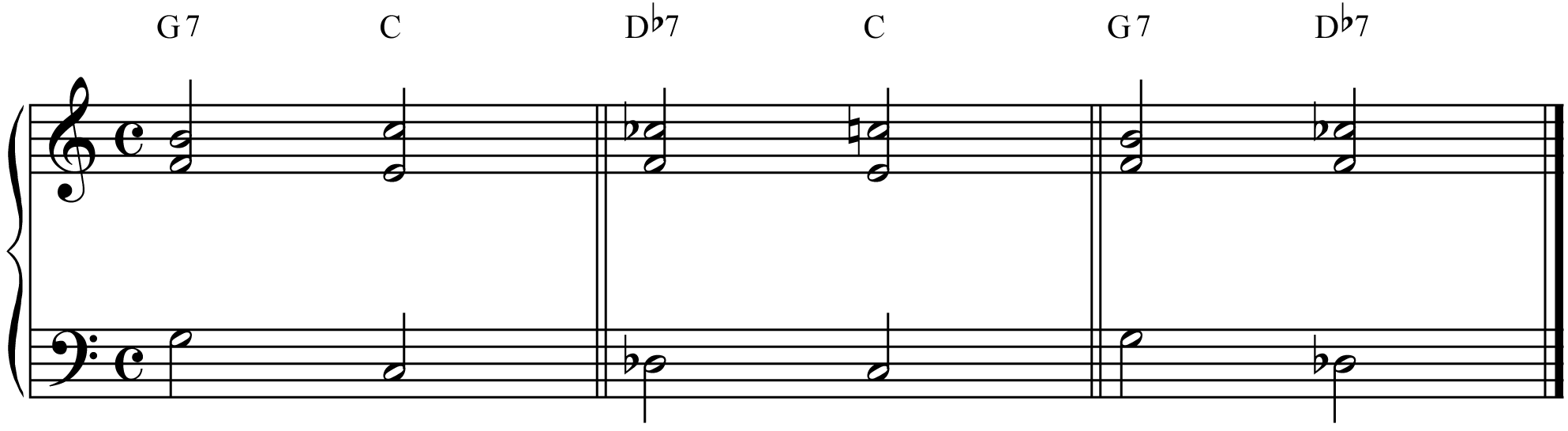
Une cadence en Do, proposant l'enchainement G7 → C puis la substitution de accord de G7 par D7 → C ; la 3e mesure compare les deux accords de dominante qui se substituent, G7 et D7

Il est possible de substituer n'importe quel accord de septième de dominante avec le même type d'accord distant d'un triton. Il existe 6 substitutions possibles :
C7←→F7   -   D7←→G7   -   D7←→A7   -    E7←→A7   -   E7←→B7   -   F7←→B7

## Chiffrage
La dominante chromatique est chiffrée II7. Son deuxième degré relatif, également appelé sous-dominante chromatique, est chiffré VI par certains auteurs.

## Gamme d'accord
On justifie l'emploi du mode mixolydien #11 sur l'accord bII7 en considérant une gamme altérée placée sur l'accord de dominante diatonique. Le cinquième mode de la gamme altérée dont le centre modal se trouve justement sur le degré bII7 est le mode de mixolydien #11. Le tableau suivant compare le chiffrage des degrés des deux échelles.
Degrés
| Avant substitution | 1   | b9 | #9 | 3  | #11 | b13 | b7 |
| Après substitution | #11 | 5  | 6  | b7 | 1   | 2   | 3  |